# Clatrodes squaleralis
Clatrodes squaleralis là một loài bướm đêm trong họ Crambidae.